# هاروست ورکس
هاروست ورکس (انگلیسی: Harvestworks) یک سازمان هنری غیرانتفاعی است که در شهر نیویورک واقع شده است. این سازمان در سال ۱۹۷۷ توسط هنرمندانی که از خلق و ارائه آثار هنری به دست آمده با استفاده از فناوری های جدید حمایت می کردند، تأسیس شد. این موسسه (تکنولوژی، مهندسی، هنر و موسیقی) از خلق آثار هنری که از طریق استفاده از فناوری‌های جدید و در حال تکامل به دست می‌آیند، پشتیبانی می‌کند. 